# 克羅地亞社會主義共和國
克羅地亞社會主義共和國是南斯拉夫社会主义联邦共和国的一個加盟共和國。1944年5月9日，克罗地亚联邦州成立；1945年11月29日，更名为克罗地亚人民共和国；1963年4月9日，又更名为克罗地亚社会主义共和国。1990年7月25日，更名为克罗地亚共和国；1991年6月25日，宣布脱离南斯拉夫独立。